# Jean Darnell
Jean Jarratt Darnell (1889 – 20 de enero de 1961) fue una actriz de cine mudo estadounidense que tuvo una breve carrera entre 1912 y 1913.
En 1913, Darnell era una de las protagonistas del estudio Thanhouser. También actuó para Kalem Company. En noviembre de 1920, trabajaba en el departamento de publicidad de Goldwyn Distributing Corporation.

## Filmografía
| Año  | Cine                                      | Papel                            |
| ---- | ----------------------------------------- | -------------------------------- |
| 1912 | Baby Hands                                | La esposa                        |
| 1912 | Conductor 786                             | The Conductor's Son's Wife       |
| 1912 | The Voice of Conscience                   |                                  |
| 1912 | His Father's Son                          |                                  |
| 1912 | Put Yourself in His Place                 | Edith Raby, the Squire's Sister  |
| 1912 | The Truant's Doom                         | Profesora de Tim                 |
| 1912 | The Thunderbolt                           | La esposa del hombre pobre       |
| 1912 | The Forest Rose                           | Madre joven pionera              |
| 1912 | The Race                                  | La madre del inventor            |
| 1913 | A Poor Relation                           | La viuda                         |
| 1913 | His Uncle's Wives                         |                                  |
| 1913 | Some Fools There Were                     | La tía                           |
| 1913 | The Pretty Girl in Lower Five             |                                  |
| 1913 | The Two Sisters                           | La hermana mayor                 |
| 1913 | Cymbeline                                 | La reina                         |
| 1913 | The Woman Who Did Not Care                | La bruja                         |
| 1913 | The Widow's Stratagem                     |                                  |
| 1913 | The Other Girl                            | La hija                          |
| 1913 | Carmen                                    |                                  |
| 1913 | The Farmer's Daughters (película de 1913) | Grace, la otra hija del granjero |